# سوان لیک (مونتانا)
سوان لیک (به انگلیسی: Swan Lake) یک منطقهٔ مسکونی در ایالات متحده آمریکا است که در مونتانا واقع شده‌است. سوان لیک ۱۱۳ نفر جمعیت دارد و ۹۴۶٫۱۱ متر بالاتر از سطح دریا واقع شده‌است.